# Brama Słońca

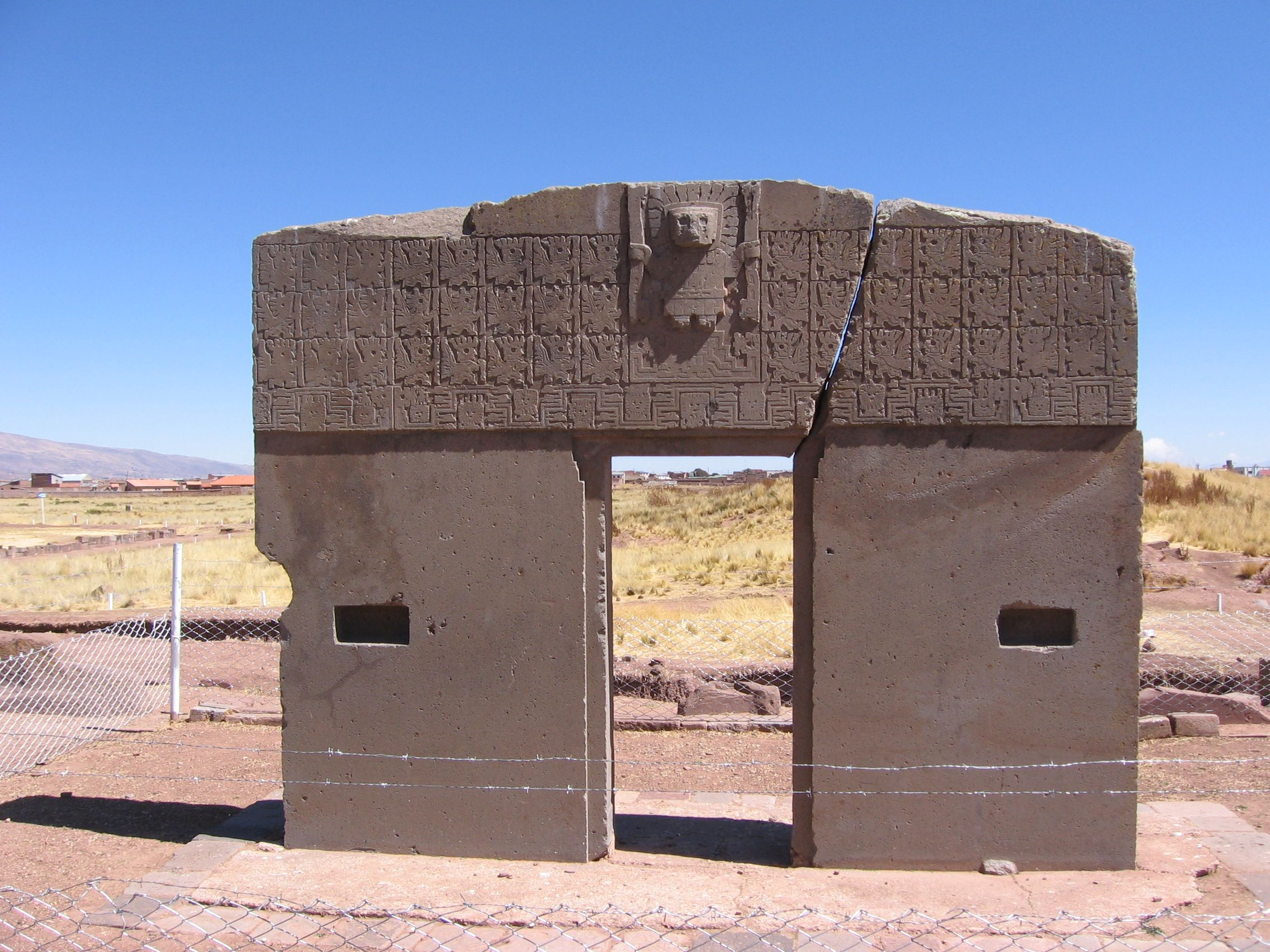
Brama Słońca

Brama Słońca – monolit we wschodniej stronie starożytnych ruin Tiahuanaco, na dziedzińcu świątyni Kalasasaya w Boliwii. Element świątyni został odkryty wraz z całym kompleksem ruin w Boliwii w połowie XVI wieku przez hiszpańskich konkwistadorów.
Budowla wiąże się z wierzeniami oraz legendami pradawnych mieszkańców imperium Inków. Związana z tym miejscem legenda, mówi o bogu Viracocha, które zawiesił gwiazdy, Słońce i Księżyc na niebie, a później stworzył ludzi pierwotnych. Inna legenda opowiada o tym, że w stworzeniu świata brali udział dwaj synowie Viracochy, i to oni rozrzucili ludzi na różnych kontynentach. Pradawni Inkowie wierzyli, że burza jest wynikiem gniewu Viracochy.
Brama Słońca to największy z monolitów, jego wymiary to 871 × 517 × 107 cm. Andezyt i dioryt to jedne z najtwardszych skał, które wykorzystano do budowy elementu świątyni. Cała budowla waży 15 ton i została wykonana z jednej bryły andezytu.